# Storia di Ottawa

## Nativi americani e arrivo degli europei

### I nativi e le prime esplorazioni
Con il prosciugamento del Mare di Champlain circa 10.000 anni fa, la valle di Ottawa divenne abitabile. L'area venne abitata dagli Odawa della famiglia degli Algonchini, facenti parte del gruppo degli Anishinaabeg, che chiamavano il fiume Ottawa "Kichi Sibi" o "Kichissippi" che significa "Grande fiume" e che mantenevano una rotta commerciale lungo il fiume per un tempo relativamente breve. La parola Ottawa deriva dal vocabolo algonchino adawe ovvero commerciare, poiché i nativi cacciavano, si accampavano, commerciavano e viaggiavano nell'area, che abitavano un'area estesa fino alla Georgian Bay ed al Lago Huron.
Nel 1610 l'esploratore francese Étienne Brûlé divenne il primo europeo a risalire il fiume Ottawa fino alle Cascate Chaudière, seguito da Samuel de Champlain nel 1613, assistiti dalle guide native. Documenti scritti mostrano che nel 1613 gli Algonchini avevano il controllo della valle di Ottawa e delle aree circostanti a ovest e a nord.

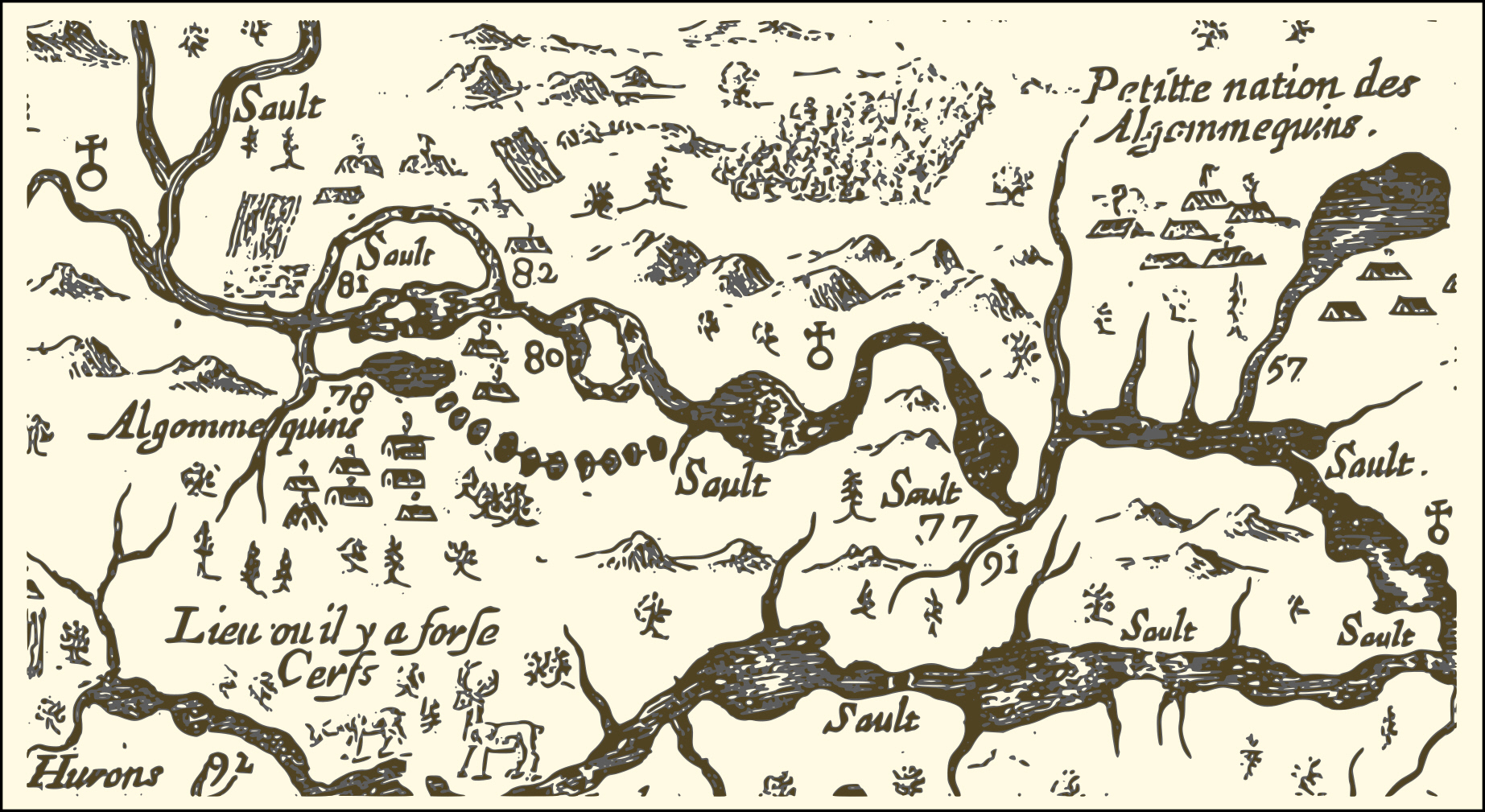
Mappa di Ottawa di Samuel de Champlain del 1632.

Nel 1632 de Champlain creò una mappa che mostrava una parte della rotta che percorse sul fiume nel 1616, con numeri usati per indicare i siti che visitò, rapide significative e accampamenti aborigeni. I numeri 77 e 91 corrispondono rispettivamente alle posizioni dell'odierna città di Ottawa e del fiume Rideau, 80 segna la posizione delle grandi rapide a sud di Grand Calumet Island, 81 mostra il sito di Allumette Island, 82 corrisponde all'incirca alla posizione dell'odierno villaggio di Fort-Coulonge e di un insediamento algonchino che esisteva al tempo dei viaggi di Champlain.
Champlain scrisse sia delle cascate Rideau ad est dell'odierna città, sia delle cascate Chaudière ad ovest, che in seguito sarebbero state impiegate nell'industria del legname. A differenza di alcune parti di Gatineau e di aree più a monte, non ci sono indicazioni di alcun insediamento nell'odierna Ottawa per i due secoli successivi, tuttavia il fiume Ottawa e il fiume Rideau erano utilizzati per i viaggi. Le cascate Chaudière erano e sono tuttora impraticabili per qualsiasi traffico, quindi si ricorreva al portage via terra durante i viaggi dalla foce del fiume Ottawa alle terre dell'interno e ai Grandi Laghi. Molti missionari, coureur de bois e viaggiatori passarono da Ottawa, come il martire gesuita, in viaggio verso i nativi Uroni, Jean de Brébeuf nel 1634, gli esploratori Médard de Groseilliers nel 1654 e il suo fratellastro Pierre-Esprit Radisson nel 1659, Pierre de La Vérendrye, che fece quattro viaggi a ovest negli anni 1730 e 1740, e successivamente Alexander Mackenzie, Joseph Frobisher e Simon McTavish nell'ultimo ventennio del XVIII secolo. 
A essi si aggiunge Nicholas Gatineau che commerciava utilizzando il vicino fiume Gatineau, che da egli prende il nome.
Gli Algonchini, però, non erano gli unici abitanti dell'Ontario. Durante il XVII secolo, essi e gli Uroni combatterono un'aspra guerra contro gli Irochesi. I viaggi di Champlain lo portarono al centro del territorio degli Uroni, vicino al lago Simcoe, che aiutò nelle loro battaglie contro la Confederazione Irochese. Di conseguenza gli Irochesi divennero nemici dei francesi e si scatenarono dei conflitti noti come guerre franco-irochesi, fino alla firma della Grande Pace di Montreal nel 1701.

### Contesto storico precedente alla fondazione
La Guerra dei Sette Anni tra Gran Bretagna e Francia si concluse con il Trattato di Parigi del 1763, che confermò la conquista del Canada da parte della Gran Bretagna, dopo aver sconfitto i francesi ed i loro alleati nativi nelle Province marittime, a Quebec City e successivamente a Montréal. Di conseguenza le aree a ovest di Montreal iniziarono a ricevere molti coloni inglesi, come anche l'Ontario orientale in seguito alla Dichiarazione di Indipendenza americana nel 1776. Poiché, dopo la guerra, molti lealisti dell'Impero Unito emigrarono in Canada, assistiti dalla Gran Bretagna, che concesse loro 81 ettari di terra e altri supporti con cui ricominciare le proprie vite.

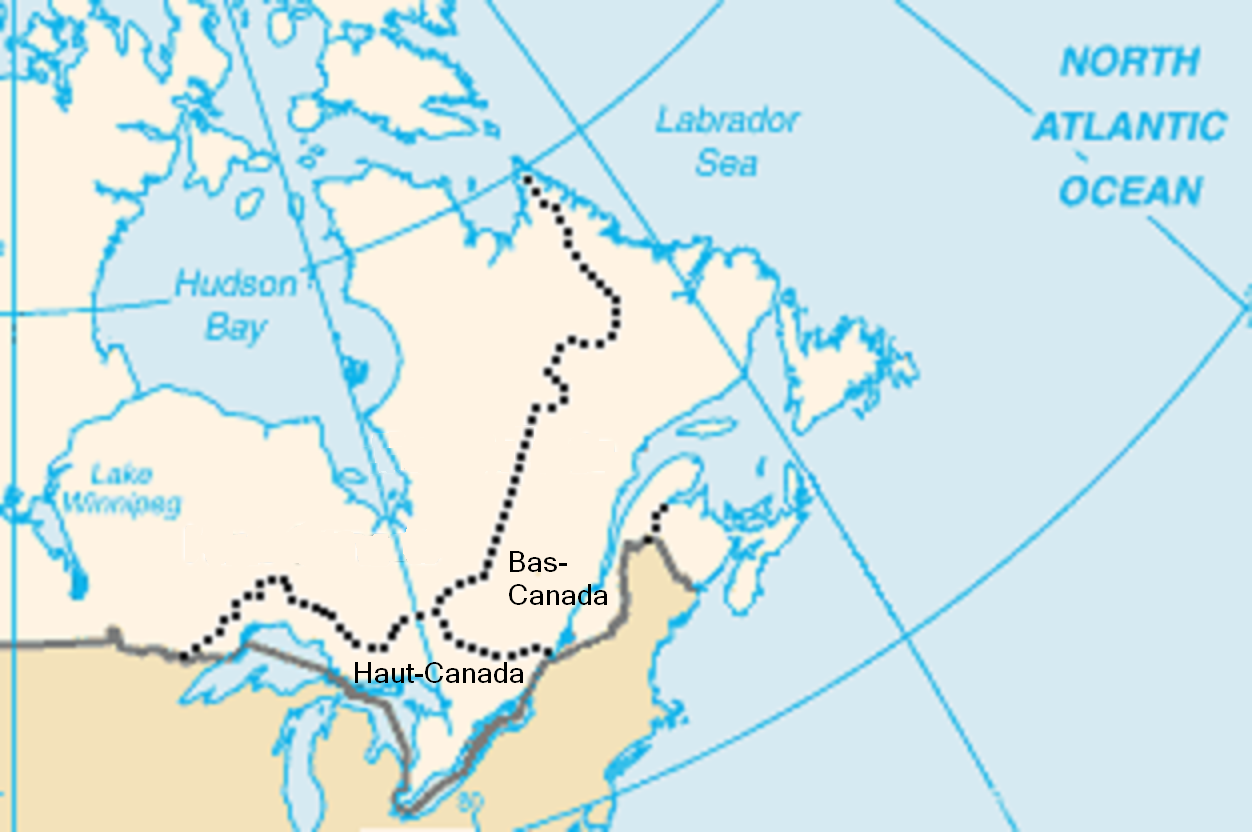
Il Canada diviso nelle 2 province, dopo il Constitutional Act 1791.

Con il Costitutional Act del 1791 si stabilirono le province dell'Alto Canada e del Basso Canada che sarebbero durate dal 26 dicembre 1791 al 10 febbraio 1841. Si formarono così due regioni culturalmente distinte: i coloni statunitensi protestanti e i lealisti ed immigrati britannici nell'Alto Canada e la popolazione cattolica di lingua francese del Basso Canada; ciò significò anche la divisione degli Algonchini. L'Alto Canada aveva una propria legislatura ed era amministrato da un luogotenente governatore, la capitale fu stabilita nel 1796 a York (l'odierna Toronto), scelta che fu influenzata dalla minaccia di attacco da parte degli americani, fattore che inoltre avviò la costruzione del Canale Rideau. Quando iniziò a svilupparsi l'insediamento britannico presso Ottawa c'erano due aree principali, Nepean Township a ovest del fiume Rideau e Gloucester Township a est, che sebbene non ancora nominati, si formarono nel 1793.
Sebbene con la guerra del 1812 l'Alto Canada avesse dimostrato la sua capacità di difendersi dall'intrusione americana, la paura di un attacco rimase alta, e ciò portò direttamente alla creazione di insediamenti militari come Perth, Ontario e allo stabilimento di alcune famiglie di reggimenti militari (come il 100th Regiment of Foot, Prince Regent's County of Dublin Regiment) a Richmond. Al momento della fondazione di Ottawa, con il nome di Bytown, York contava 1 677 abitanti e Perth 1500. Nel Canada inferiore Montréal e Québec City erano molto più grandi, ciascuna con 22 000 abitanti.

## Fondazione

### Primi insediamenti
Il primo grande insediamento europeo nei pressi di Ottawa fu fondato da Philemon Wright, un abitante di Woburn in Massachusetts, che il 7 marzo 1800 arrivò nel sito con la sua ed altre quattro famiglie insieme a 25 braccianti. Essi fondarono una comunità agricola chiamata Wright's Town (nell'attuale Gatineau) sulla riva nord del fiume Ottawa. Dopo sei anni le esportazioni agricole non erano sufficienti a sostenere la comunità e Wright iniziò a commerciare legno come fonte di reddito, fin quando comprese che poteva trasportare il legname via fiume dalla valle di Ottawa ai mercati di Montréal e Québec City, e poi in Europa. La sua prima zattera di legname squadrato e legname segato arrivò a Quebec City nel 1806. Fu da questo momento che fu progettato gran parte del futuro insediamento sulla sponda meridionale, che era già stata rilevata e nella quale venivano emesse concessioni di terra e che sarebbe diventata l'odierna Ottawa.
Nel 1818 si formò l'insediamento di Richmond Landing, nell'attuale LeBreton Flats, mentre veniva costruita Richmond Road, la prima arteria stradale della città. Arrivarono così le famiglie dei soldati inglesi nell'insediamento, che aveva già un negozio dal 1809, eretto da Jehiel Collins, che è accreditato come il primo colono della città. Negli anni successivi l'area avrebbe visto l'arrovo di importanti coloni come il proprietario originale di gran parte delle prime terre della città, Nicholas Sparks, o il tenente colonnello John By, che si occupò della costruzione del Canale Rideau.

### Canale Rideu e fondazione di Bytown
Il primo rilevamento del Canale Rideau fu parte di un percorso indigeno per il portage che collegava il fiume Ottawa al fiume San Lorenzo nel sito di Gananoque, e fu condotto dal tenente Gershom French nel 1783. Il 2 ottobre di quell'anno il suo gruppo di rilevamento si accampò su le rive del fiume Rideau alla testa del porto dal fiume Ottawa che conduceva intorno alle cascate Rideau. Essi descrissero l'area così: "il terreno ovunque è buono e profondo, ricoperto di acero, olmo e arachidi". La guerra del 1812 rese evidente la necessità di una rotta di rifornimento militare sicura dal Québec all'Ontario, fu così creata la Rideau Route ai fini di un canale, che avrebbe collegato Montréal a Kingston, e fu esaminata nel 1816 dall'ingegnere reale Joshua Jebbe e nel 1823-24 dal geometra Samuel Clowes. Nel 1826 il tenente colonnello John By fu incaricato di sovrintendere alla sua costruzione e assunse degli appaltatori, tra cui Philemon Wright, che fornì gran parte della pietra, malta e manodopera, e Thomas Burrowes, geometra che realizzò molti piani del primo insediamento. Il governatore generale George Ramsay, conte di Dalhousie, si interessò molto alla costruzione del canale, così come alla creazione di un insediamento nell'area. Il 26 settembre 1826, Il colonnello By e Dalhousie avevano convenuto che l'ingresso del canale doveva essere a Entrance Bay e con una lettera del conte che autorizzava il colonnello By a dividere la città in lotti, si segnarono le origini di quella che sarebbe diventata la città di Bytown.
La lettera di Dalhousie affermava in parte: "Colgo l'occasione di incontrarti qui per metterti nelle mani uno schizzo del piano di diversi lotti di terre, che ho ritenuto vantaggioso acquistare per l'uso del governo, quando si parlava di questo canale, come probabile per essere attuato, questo non solo contiene il sito per le chiuse, ma offre una preziosa località per un considerevole villaggio o città, per l'alloggio di artefici e altri essenziali necessari, in un'opera così grande. Questi devono essere correttamente rilevati, disposti in lotti di circa 2 acri, da concedere secondo i mezzi dei coloni e pagare un canone governativo di 2/6 per acro all'anno".

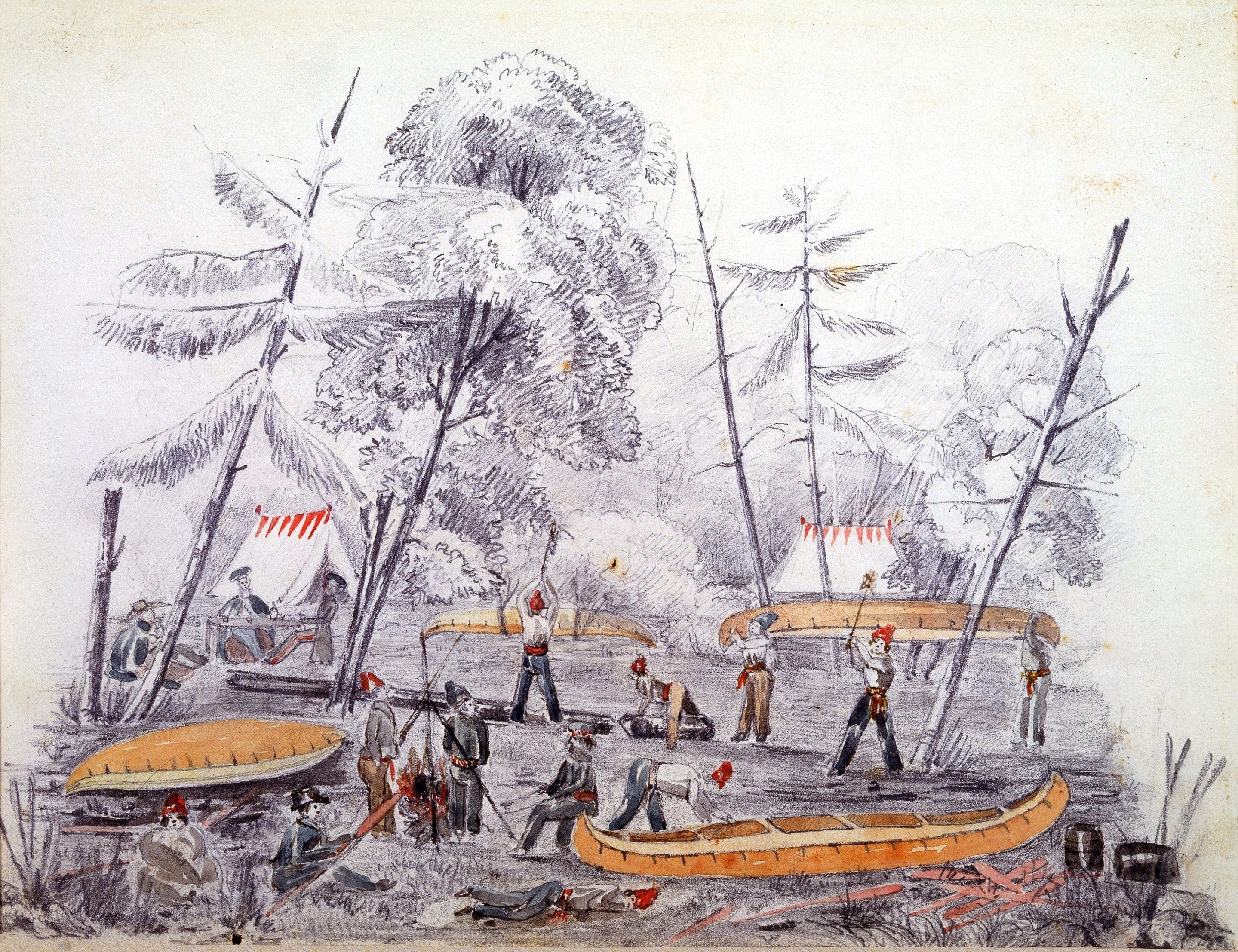
Il primo accampamenti militare sulla riva meridionale del fiume Ottawa nel 1826. Esso era una stazione di sosta per i soldati e lavoratori del Canale Rideau.

Si stabilì la base operativa a Wright's Town e iniziò la costruzione dell'Union Bridge come collegamento con la nuova città. I Royal Sappers and Miners furono impiegati nel 1827 per la costruzione del canale, che iniziò in tre luoghi separati. I lavoratori furono infine trasferiti in delle baracche sull'odierna Parliament Hill, che allora era conosciuta come Barracks Hill. Nel 1827 sul canale Rideau fu costruito il Sappers Bridge che collegava Upper Town (a ovest del canale) e Lower Town (a est del canale).

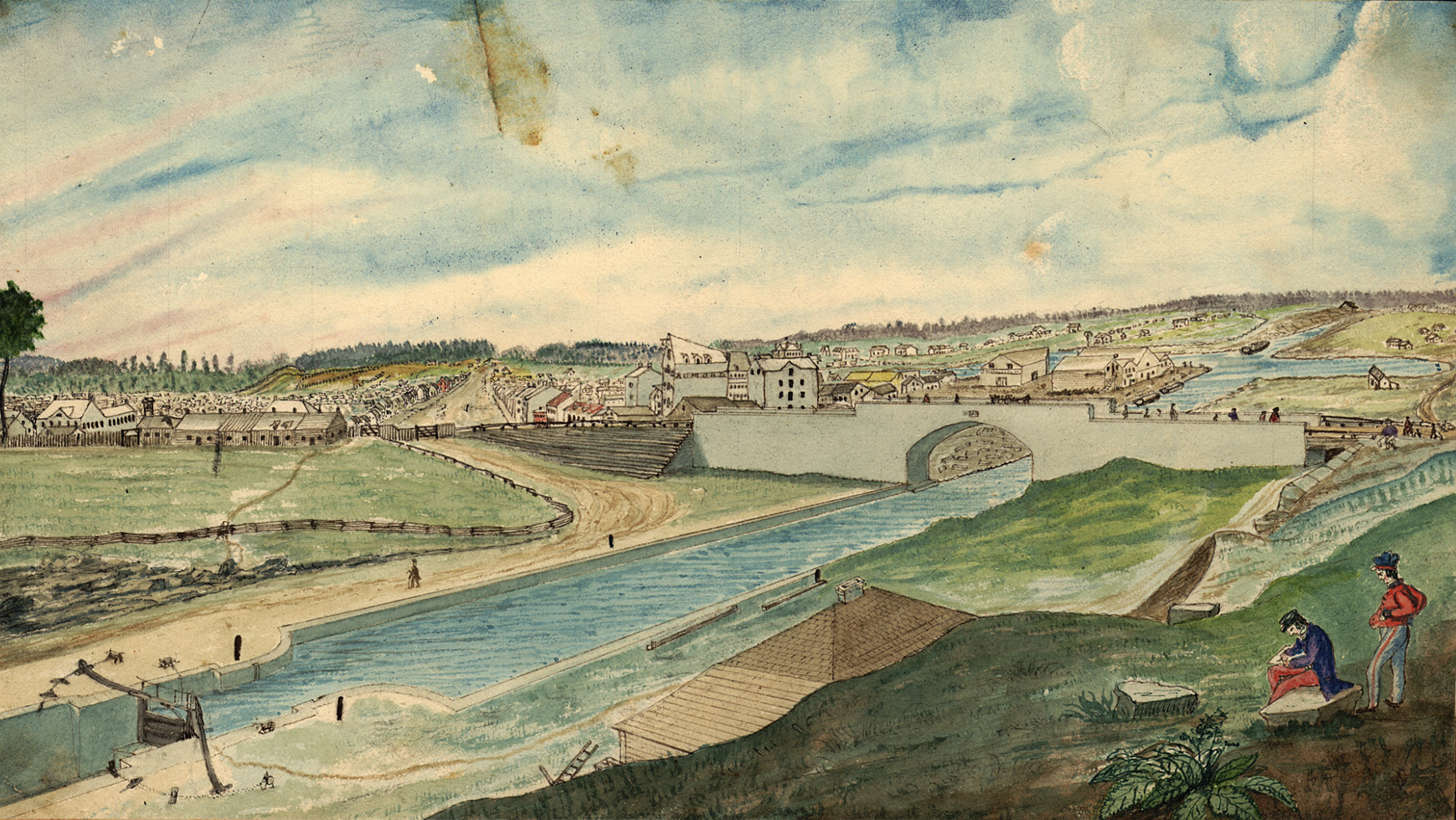
Lower Town da Barracks (Parliament) Hill, con il Sappers Bridge, nel 1845

La città è nota per la fabbricazione della birra e le antiche birrerie. La "Victoria Brewery" fu fondata nel 1829 da John Rochester senior e James Rochester, e nel 1866 fu spostata a Richmond Road da John Rochester junior. La Chaudiere Brewery fu fondata nel 1858, e fu portata avanti da Parris & Smith dal 1865. Nel 1866 il signor Sterling gestiva una fabbrica di birra ai piedi di Rideau Locks, mentre il dottor Doyle gestiva un birrificio in Sussex Street.

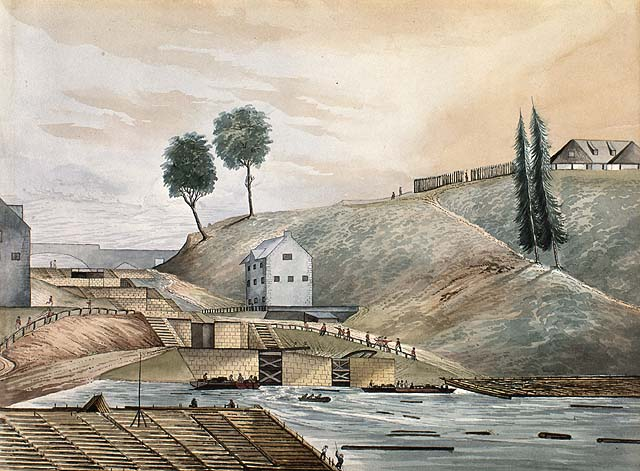
Entrata del Canale Rideau nel 1839. Nel 1826 furono realizzate 8 chiuse dai Royal Engineers, con l'aiuto dei lavoratori irlandesi e franco-canadesi. L'edificio in primo piano è oggi il Bytown Museum. Sulla destra si può notare Parliament Hill.

La maggior parte della manodopera per la costruzione del canale, e nell'industria del legname, fu fornita dal flusso costante di immigrati irlandesi e franco-canadesi, nei decenni successivi. Il canale fu finalmente completato nel 1832 e nominato dal fiume omonimo, il colonnello By progettò quindi la città e la maggior parte dei piani stradali originali rimangono al giorno d'oggi.

Pianta di Bytown del 1842 1. Barracks Hill 2. Wellington Street 3. Victoria Street (ora Lyon) 4. Kent Street 6. Sparks Street. Il Canale Rideau è in alto a destra

Nello stesso periodo nacquero molte attività: Peter Dufour fondò un'officina per carrozze nel 1832; nel 1840 George Humphries fondò la Royal Carriage Factory; mentre la Wm. Stockdale & Brother's fu fondata nel 1854. La Perkins' Foundry è stata fondata nel 1840 da Lyman Perkins per produrre motori a vapore, caldaie e macchinari per mulini; La City Foundry è stata fondata nel 1848 da T.M. Blasdell per produrre macchinari per mulini e attrezzi agricoli. James McCullough invece fondò una conceria per produrre pelle nel 1860.
L'ex sindaco e ministro di gabinetto di Bytown, Richard William Scott, scrisse che all'inizio del 1850:
Né Wellington Street, né le strade a sud di essa, tra Elgin e Bank Street, erano state tracciate. Sussex Drive era la via commerciale, e molti negozi su di essa e sulle estremità occidentali di Rideau e George Street e strade parallele, come St. Patrick Street, comandavano le migliori valute. Wellington Street, ad ovest di Bank Street fino a Bay Street, era ben edificata. L'area dei "Le Breton Flats", che si estendevano a nord-ovest dal Pooley's Bridge, possedeva un certo numero di case sparse.
Con l'incremento del commercio del legname iniziò la crescita di Bytown, che vide afflusso di immigrati e successivamente di imprenditori che speravano di trarre profitto dal legname squadrato che sarebbe stato fatto arrivare lungo il fiume Ottawa fino al Québec. Nello stesso periodo la città vide dei disordini, prima con le Shiners Wars nel 1835-1845, tra irlandesi e franco-canadesi, e poi con la Rivolta dello Stony Monday nel 1849, a seguito della promulgazione del Rebellion Losses Bill.

## Crescita

### Città di Ottawa
Nel 1854 la St. Lawrence and Ottawa Railway e la Bytown and Prescott Railway inserirono la città nella rete ferroviaria, dopo molte spese e perdite. Bytown, ora non più semplice cittadina, fu ribattezzata col nome di Ottawa e fu incorporata il 1 gennaio 1855. Sebbene il suggerimento di dare alla città un nome aborigeno circolasse già nel 1844, il sindaco Turgeon e il consiglio municipale proposero il nome Ottawa per celebrare il 200º anniversario del popolo Odawa, che impiegò di nuovo il fiume per raggiungere Montréal per motivi commerciali. Il fiume era rimasto inutilizzato per circa 5 anni per paura di attacchi irochesi, ma una tregua del 1854 con questi ultimi ne permise il riutilizzo.
Nel 1841 l'Alto Canada cessò di esistere poiché l'attuale Québec meridionale si unì all'attuale Ontario meridionale nella provincia del Canada. La capitale si era alternata per un po' di tempo tra diverse città e nel 1857 fu chiesto alla regina Vittoria di scegliere un luogo permanente. Tra le influenze della sua decisione c'erano motivi strategici, oltre alla necessità di trovare un luogo centralizzato, e venne così scelta Ottawa.
Nel 1844 nacque il quotidiano "Ottawa Citizen", originariamente noto come "Bytown Packet", e nel 1848 nacque il College of Bytown che divenne poi l'università di Ottawa.
In questo periodo l'industria del legname segato soppiantò il commercio del legname squadrato, quando un afflusso di baroni del legname, per lo più americani, comprese che si sarebbe potuto trarre maggior profitto se il legname fosse stato commerciato già segato. Così si cominciarono a costruiti mulini ed alcune delle più grandi segherie del Canada, situate vicino alle cascate di Chaudière. Illustri baroni del legname in questa zona furono Henry Franklin Bronson e John Rudolphus Booth. L'industria del legname contribuì alla crescita di Ottawa, tuttavia i resti di questo periodo sono praticamente inesistenti, poiché questa industria durò solo fino all'inizio del XX secolo, a causa della diminuzione dei mercati del legname a seguito del passaggio all'acciaio, della Gran Bretagna che non sovvenzionava più il mercato e dalla riduzione delle forniture di legname non tagliato.

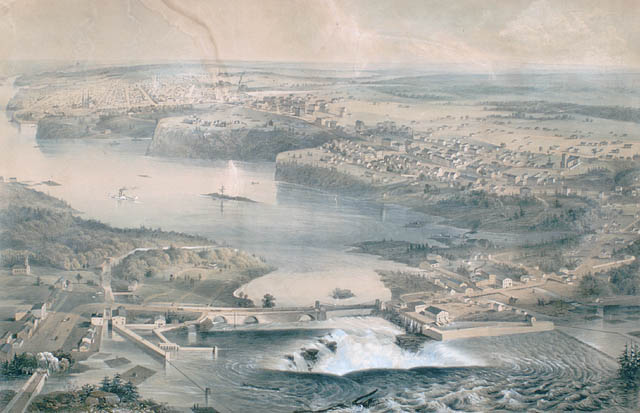
Vista di Parliament Hill e delle Cascate di Chaudière nel 1859. La collina è la seconda che termina sul fiume, sulla destra. L'Union Bridge è in primo piano, ma la sua campata principale fu sostituita, dopo anni di servizio per i traghetti, con un ponte sospeso in acciaio.

Tra il 1860 e il 1876 ebbe luogo la costruzione degli edifici del parlamento su Parliament Hill. Nel 1867 il Canada orientale e il Canada occidentale cessarono di esistere e furono sostituiti dalle province del Québec e dell'Ontario, alle quali si aggiunsero la Nuova Scozia e il New Brunswick, nella Confederazione canadese. La legislazione emanata nel 1870 conteneva "Una legge che rispetta alcune opere sul fiume Ottawa", che rimane in vigore fino ad oggi e impone che il fiume e "tutti i canali o altri tagli per facilitare tale navigazione, tutte le dighe, gli scivoli, i moli, i boma, gli argini ed altre opere di qualsiasi tipo o natura nel canale o nelle acque del detto fiume" ricadano sotto la giurisdizione esclusiva del Parlamento di Ottawa, che ora delega tale responsabilità al Ministro dei lavori pubblici e dei servizi governativi .
Nel 1861 vennero fondati L'Ottawa Academy e il Young Ladies Seminary.
I signori Nordhemier & Co. fondarono un'agenzia nel 1866 per l'ambito musicale, sotto la direzione di JL Orille & Son. Menrtre, sempre nello stesso anno, fu fondato il manicomio Magdalen Asylum, gestito dalle Suore del Buon Pastore, nata come società religiosa e di beneficenza tra Gloucester e Chapel.
Il 7 aprile 1868 Thomas D'Arcy McGee, padre della Confederazione canadese e membro del parlamento, fu assassinato fuori dalla pensione della signora Trotter in Sparks Street, dove attualmente si trova il Yesterday's Restaurant. L'11 febbraio 1869 Patrick J. Whelan fu impiccato pubblicamente nella prigione della contea di Carleton, fu l'ultima impiccagione pubblica in Canada.

### Trasformazione in metropoli canadese
Nel 1893 fu avviata una vasta rete di trasporti pubblici quando Thomas Ahearn fondò la Ottawa Electric Railway Company, sostituendo il sistema di carrozze iniziato nel 1870. Questa impresa privata fornì un servizio tramviario che copriva i quartieri di Britannia, Westboro, The Glebe, Rockcliffe Park e Old Ottawa South.
Ottawa divenne parte della rete ferroviaria transcontinentale il 28 giugno 1886, quando Pacific Express la collegò a Hull ora parte du Gatineau, e poi a Lachute, entrambe in Québec, tramite il Prince of Wales Bridge, ora rinominato Chief William Commanda Bridge. Per anni Ottawa fu attraversata dalle ferrovie di diverse compagnie che possedevano stazioni come la Bytown and Prescott Railway. La prima stazione centrale fu creata per la prima volta nel 1895 per la Canada Atlantic Railway di John Rudolphus Booth, il sito fu successivamente utilizzato per la Union Station, per la Grand Trunk Railway, che aprì nel giugno 1912 con poco clamore, poiché il direttore generale, Charles Hays, perì nel disastro del Titanic due mesi prima. I binari, rimossi nel 1966, correvano lungo il lato est del canale Rideau verso la downtown fino alla stazione, poi lungo Château Laurier fino all'Alexandra Bridge.

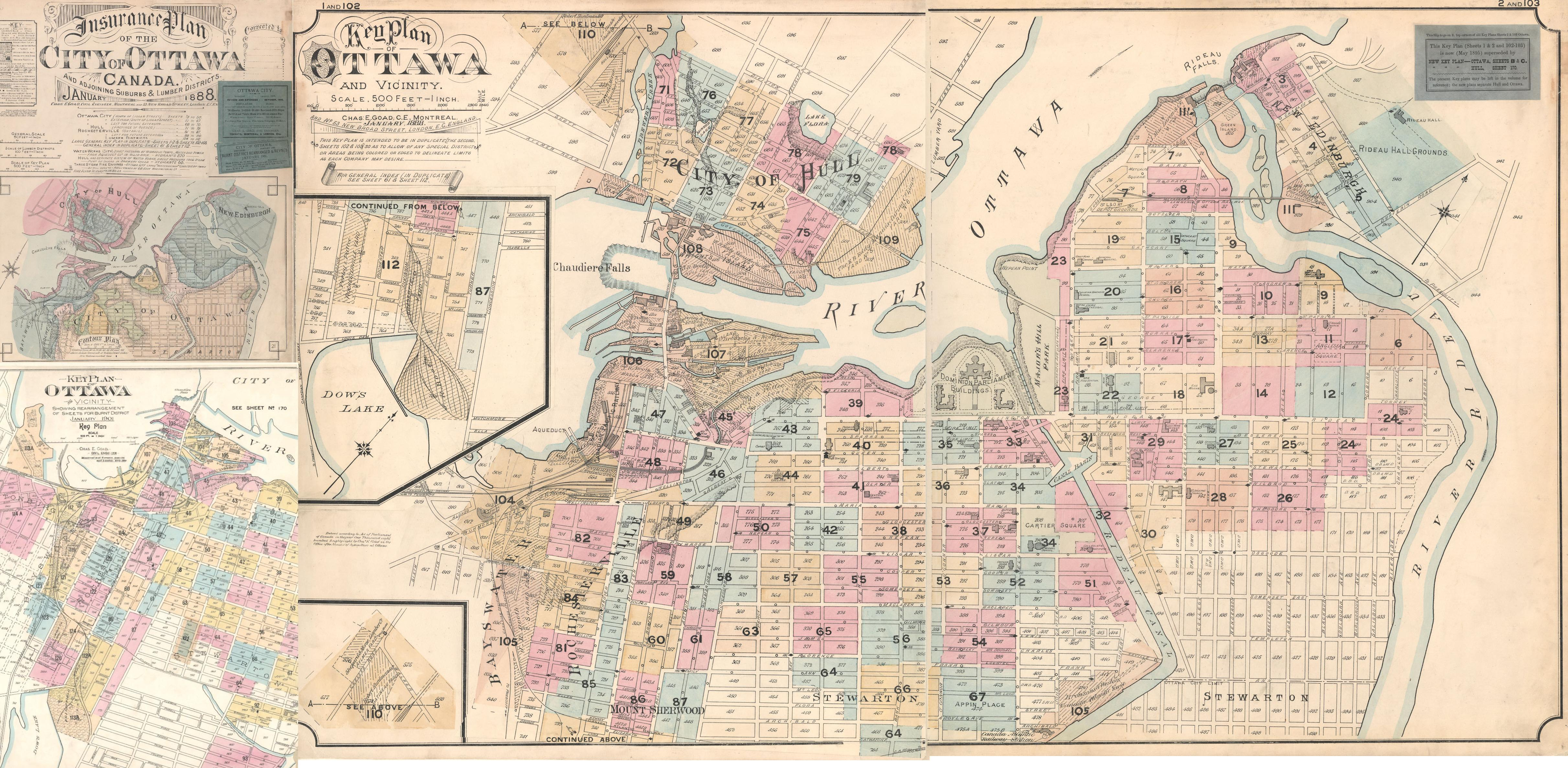
Mappa della Città di Ottawa Insurance Plan del 1888–1901

L'incendio di Hull-Ottawa del 1900 distrusse due terzi di Hull, compreso il 40% dei suoi edifici residenziali e la maggior parte dei luoghi di lavoro lungo fiume. L'incendio si estese anche attraverso il fiume Ottawa e distrusse circa un quinto di Ottawa da Lebreton Flats fino a Booth Street e giù fino a Dow's Lake.
Memtre il blocco centrale degli edifici del Parlamento fu distrutto da un incendio il 3 febbraio 1916, la Camera dei Comuni e il Senato furono quindi temporaneamente trasferiti nel Victoria Memorial Museum, ora Canadian Museum of Nature. Il nuovo blocco centrale fu completato nel 1922, il fulcro è una torre dominante in stile neogotico conosciuta come Peace Tower.

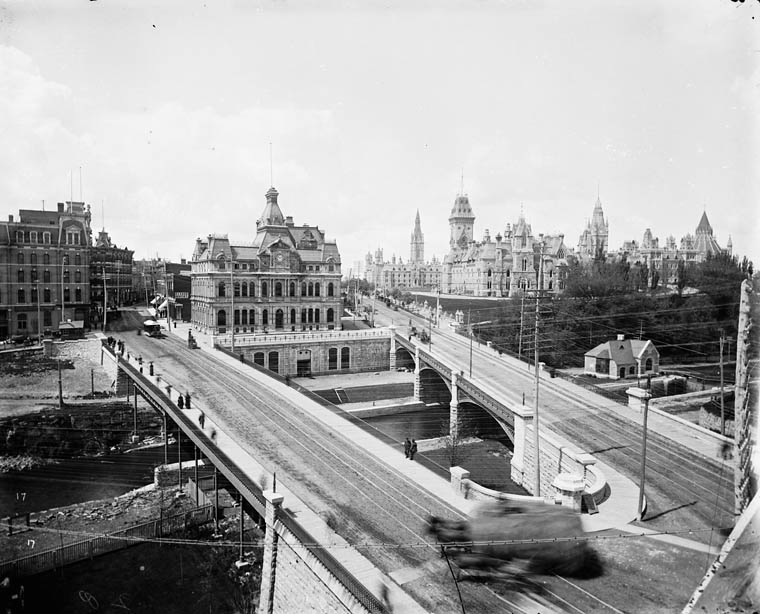
Il vecchio ufficio postale di Ottawa negli anni 1890. Il Sappers Bridge a sinistra ed il Dufferin Bridge a destra, sul Canale Rideau. Oggi al posto dell'ufficio sorge il National War Memorial, con un nuovo ufficio postale. I due ponti furono poi rimpiazzati dal Plaza Bridge. Sullo sfondo a destra i vecchi edifici del Parlamento

Nel 1939 venne edificata Confederation Square, sulla quale venne eretto il National War Memorial. Esso utilizzava le terre che un tempo ospitavano il prestigioso hotel Russell House, il Russell Theatre e il vecchio municipio, sopperiti a un incendio, mentre il vecchio ufficio postale e la Knox Presbyterian Church furono demoliti. Di fronte al memoriale fu eretto un nuovo ufficio postale centrale.
Negli anni 1940 l'aspetto industriale di Ottawa fu notevolmente modificato a seguito del Piano Greber. Successivamente i poteri furono conferiti da un atto del parlamento alla neonata National Capital Commission (NCC) per ottenere la proprietà delle terre ed effettuare vasti cambiamenti. Alcuni di questi risultati sono stati la creazione National Capital Greenbelt, l'esproprio di aree della downtown, la rimozione di grandi aree industriali, la rimozione dei binari ferroviari della downtown, il trasferimento della stazione ferroviaria in periferia e la creazione e manutenzione di aree che fornirebbero alla capitale della nazione un aspetto migliore.
La collaborazione tra l'amministrazione cittadina e il predecessore della NCC, la Federal District Commission, portò a importanti progetti idrici e fognari, alla costruzione della Queensway, di diversi ponti, all'ampliamento di Carling Avenue e all'offerta di terreno del F.D.C., a Green Island, per edificare il municipio, inaugurato nel 1958, fino ad allora, la città era rimasta senza un edificio municipale permanente per circa 17 anni; fu in uso fino al 2000, quando il municipio di Ottawa occupò gli ex quartier generali della municipalità.
Negli anni 1960 e 1970 un boom edilizio cambiò notevolmente lo skyline di Ottawa. Ottawa divenne una delle più grandi città high tech del Canada e fu soprannominata Silicon Valley North. Negli anni 1980 Bell Northern Research (in seguito Nortel) impiegò migliaia di dipendenti e grandi strutture di ricerca assistite dal governo federale, come il National Research Council, contribuendo ad un boom tecnologico. I primi ad adottare hanno portato a società derivate come Newbridge Networks, Mitel e Corel. Altre grandi società specializzate in software per computer e infrastrutture elettroniche si formarono in questo periodo, ma nel 2001 hanno iniziato a subire enormi perdite. L'industria continua ancora oggi ma ha subito dei cambiamenti.
I confini della città di Ottawa aumentarono nel corso degli anni, ma essa ha acquisito la maggior parte del territorio il 1 gennaio 2001, quando ha amalgamato tutti i comuni del comune regionale di Ottawa-Carleton in un'unica città. Il presidente regionale Bob Chiarelli è stato eletto primo sindaco della nuova città nelle elezioni municipali del 2000, sconfiggendo il sindaco di Gloucester, Claudette Cain. La città ora non include solo le ex città di Vanier, Nepean, Kanata e i sobborghi di Orleans, Ontario e altri, ma anche molte fattorie.
La crescita della città ha portato a tensioni sul sistema di trasporto pubblico e sulle infrastrutture. Il 15 ottobre 2001 è stato introdotto un transito su metropolitana leggera (LRT), l' O-Train , che collega il centro di Ottawa alla periferia meridionale, tramite la Carleton University. Gran parte del dibattito politico sull'espansione della metropolitana leggera ha dominato la politica civica per tutto il decennio successivo. Il voto per l'estensione della linea O-Train Trillium e per la sua sostituzione con un sistema di tram elettrico è stato un tema importante nelle elezioni comunali del 2006, in cui Chiarelli è stato sconfitto dall'uomo d'affari Larry O'Brien. Il nuovo consiglio ha cambiato idea sull'espansione della metropolitana leggera, scatenando molte controversie legali. Successivamente sono stati creati piani per stabilire una serie di stazioni della metropolitana leggera dal lato est ed al centro città, e per l'utilizzo di un tunnel nella downtown. I problemi di traffico dei camion hanno creato molto dibattito su un futuro ponte all'estremità orientale che collega Ottawa a Gatineau e uno studio, tuttora in corso, è stato avviato nel 2006.
Nel 2001 la città ha vietato di fumare nei bar e ristoranti pubblici. Dopo un lungo dibattito, il consiglio comunale di Ottawa ha votato contro una mozione per vietare l'uso cosmetico di pesticidi nel 2005. Il sindaco Larry O'Brien ha avuto problemi legali durante il suo mandato ed è stato sconfitto alle elezioni municipali del 2010 dall'ex sindaco Jim Watson.
Nel 2002 Ottawa ottenne la seconda franchise della Canadian Football League (CFL), gli Ottawa Renegades, tuttavia la squadra si sarebbe ritirata dopo appena quattro stagioni.
Nel 2007 parte delle tribune del lato sud del Lansdowne Park furono demolite, suscitando idee sul futuro del sito.
Nel 2010 il consiglio comunale ha votato per rinnovare lo stadio e riqualificare tutto il Lansdowne Park. La città ha anche ricevuto una terza franchigia CFL che ha iniziato a giocare nel 2014, Ottawa Redblacks. Nel 2014 la città ha ricevuto una franchigia Can-AM Baseball, gli Ottawa Champions, che hanno iniziato a giocare il 22 maggio 2015 all'Ottawa Stadium (ora chiamato Raymond Chabot Grant Thorton o RCGT Park).
Il 22 ottobre 2014 Ottawa fu sede di un attentato terroristico al Parlamento nel quale persero la vita un soldato dell'esercito, di guardia al War Memorial, e l'attentatore.